# 阿赛-莱瑞莫
阿赛-莱瑞莫（法語：Assais-les-Jumeaux，法語發音：[asɛ le ʒymo]）是法国德塞夫勒省的一个市镇，属于帕尔特奈区。该市镇于1973年由原市镇阿赛（Assais）和莱瑞莫（Les Jumeaux）合并而成。

## 地理
阿赛-莱瑞莫（46°47'18"N, 0°3'33"W）面积52.26 平方千米，位于法国新阿基坦大区德塞夫勒省，该省份为法国西部内陆省份，北起曼恩-卢瓦尔省，西接旺代省，南至夏朗德省和滨海夏朗德省，东临维埃纳省。
与阿赛-莱瑞莫接壤的市镇（或旧市镇、城区）包括：艾尔沃、普雷西尼、圣卢-拉迈雷、泰讷宰、克朗、拉格里莫迪耶尔、蒙孔图尔。

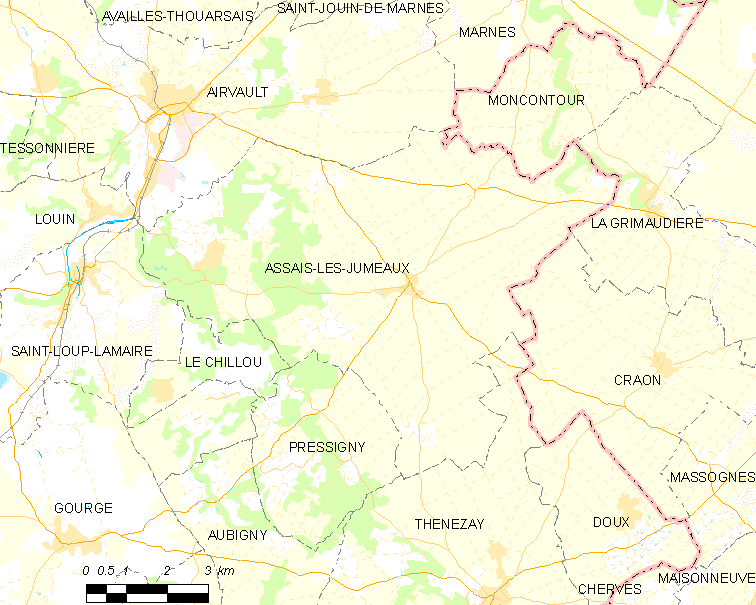
阿赛-莱瑞莫的OSM定位图

阿赛-莱瑞莫的时区为UTC+01:00、UTC+02:00（夏令时）。

## 行政
阿赛-莱瑞莫的邮政编码为79600，INSEE市镇编码为79016。

## 政治
阿赛-莱瑞莫所属的省级选区为图埃河谷县。

## 人口

1962-2008年间阿赛-莱瑞莫人口变化图示

阿赛-莱瑞莫于2022年1月1日时的人口数量为766人。